# Адреномедулін
ADM (англ. Adrenomedullin) – білок, який кодується однойменним геном, розташованим у людей на короткому плечі 11-ї хромосоми. Довжина поліпептидного ланцюга білка становить 185 амінокислот, а молекулярна маса — 20 420.
| 10         |  | 20         |  | 30         |  | 40         |  | 50         |
| ---------- |  | ---------- |  | ---------- |  | ---------- |  | ---------- |
| MKLVSVALMY |  | LGSLAFLGAD |  | TARLDVASEF |  | RKKWNKWALS |  | RGKRELRMSS |
| SYPTGLADVK |  | AGPAQTLIRP |  | QDMKGASRSP |  | EDSSPDAARI |  | RVKRYRQSMN |
| NFQGLRSFGC |  | RFGTCTVQKL |  | AHQIYQFTDK |  | DKDNVAPRSK |  | ISPQGYGRRR |
| RRSLPEAGPG |  | RTLVSSKPQA |  | HGAPAPPSGS |  | APHFL      |  |            |

A: Аланін

C: Цистеїн

D: Аспарагінова кислота

E: Глутамінова кислота

F: Фенілаланін

G: Гліцин

H: Гістидин

I: Ізолейцин

K: Лізин

L: Лейцин

M: Метіонін

N: Аспарагін

P: Пролін

Q: Глутамін

R: Аргінін

S: Серин

T: Треонін

V: Валін

W: Триптофан

Кодований геном білок за функцією належить до гормонів. 
Секретований назовні.